# Nations Cup 2006
La Nations Cup del 2006 fue la 1ª edición del torneo que organiza la International Rugby Board (hoy World Rugby) y la única celebrada en Portugal quien eligió al Estadio Universitario de Lisboa para disputar sus partidos. Además del equipo local se presentó la primera selección rusa y las secundarias de las uniones de Argentina y de Italia.

## Equipos participantes
- Selección de rugby de Argentina A (Argentina A)
- Selección de rugby de Italia A (Italia A)
- Selección de rugby de Portugal (Los Lobos)
- Selección de rugby de Rusia (Los Osos)

## Posiciones[1]
| Pos. | Equipo      | Encuentros | Encuentros | Encuentros | Encuentros | Tantos  | Tantos    | Tantos     | Puntos Bonus | Puntos Totales |
| Pos. | Equipo      | jugados    | ganados    | empatados  | perdidos   | a favor | en contra | diferencia | Puntos Bonus | Puntos Totales |
| ---- | ----------- | ---------- | ---------- | ---------- | ---------- | ------- | --------- | ---------- | ------------ | -------------- |
| 1    | Argentina A | 3          | 3          | 0          | 0          | 114     | 36        | + 78       | 2            | 14             |
| 2    | Italia A    | 3          | 1          | 1          | 1          | 69      | 81        | - 12       | 1            | 7              |
| 3    | Rusia       | 3          | 1          | 0          | 2          | 72      | 113       | - 41       | 3            | 7              |
| 4    | Portugal    | 3          | 0          | 1          | 2          | 62      | 87        | - 25       | 1            | 3              |

Nota: Se otorgan 4 puntos al equipo que gane un partido y 2 al que empate
Puntos Bonus: 1 punto por convertir 4 tries o más en un partido y 1 al equipo que pierda por no más de 7 tantos de diferencia

## Resultados[2]

### Primera fecha[3]
| 13 de junio | Argentina A | 26 - 11 | Italia A |  |  |
|             |             | Reporte |          |  |  |

| 13 de junio | Portugal | 17 - 37 | Rusia |  |  |
|             |          | Reporte |       |  |  |

### Segunda fecha
| 18 de junio | Argentina A | 64 - 6  | Rusia |  |  |
|             |             | Reporte |       |  |  |

| 18 de junio | Portugal | 26 - 26 | Italia A |  |  |
|             |          | Reporte |          |  |  |

### Tercera fecha
| 24 de junio | Italia A | 32 - 29 | Rusia |  |  |
|             |          | Reporte |       |  |  |

| 24 de junio | Portugal | 19 - 24 | Argentina A |  |  |
|             |          | Reporte |             |  |  |

| Bandera de Argentina |
| Campeón Argentina A  |
| Primer título        |